# Lijst van voetbalinterlands Gambia - Mali
Deze lijst van voetbalinterlands is een overzicht van alle officiële voetbalwedstrijden tussen de nationale teams van Gambia en Mali. De West-Afrikaanse landen hebben tot op heden 21 keer tegen elkaar gespeeld. De eerste ontmoeting was een vriendschappelijke wedstrijd op 3 oktober 1972 in Lomé (Togo). Het laatste duel, een kwalificatiewedstrijd voor de Afrika Cup 2023, werd gespeeld op 28 maart 2023 in Casablanca (Marokko).

## Wedstrijden
| №  | Plaats     | Datum            | Competitie                                        | Wedstrijd     | Uitslag |
| -- | ---------- | ---------------- | ------------------------------------------------- | ------------- | ------- |
| 1  | Lomé       | 3 oktober 1972   | Vriendschappelijk                                 | Mali − Gambia | 1 − 3   |
| 2  | Bissau     | 15 januari 1976  | Vriendschappelijk                                 | Mali − Gambia | 2 − 2   |
| 3  | Bissau     | 10 januari 1979  | Vriendschappelijk                                 | Mali − Gambia | 1 − 0   |
| 4  | Bamako     | 6 februari 1981  | Vriendschappelijk                                 | Mali − Gambia | 4 − 1   |
| 5  | Praia      | 15 februari 1982 | Vriendschappelijk                                 | Mali − Gambia | 1 − 1   |
| 6  | Bamako     | 14 november 1982 | Afrika Cup 1984 kwalificatie                      | Mali − Gambia | 3 − 1   |
| 7  | Banjul     | 28 november 1982 | Afrika Cup 1986 kwalificatie                      | Gambia − Mali | 1 − 0   |
| 8  | Banjul     | 3 juli 1983      | Vriendschappelijk                                 | Gambia − Mali | 1 − 1   |
| 9  | Bamako     | 17 juli 1983     | Vriendschappelijk                                 | Mali − Gambia | 0 − 0   |
| 10 | Freetown   | 18 februari 1984 | Vriendschappelijk                                 | Mali − Gambia | 2 − 0   |
| 11 | Bakau      | 19 februari 1985 | Vriendschappelijk                                 | Gambia − Mali | 1 − 0   |
| 12 | Dakar      | 23 november 1991 | Vriendschappelijk                                 | Gambia − Mali | 1 − 0   |
| 13 | Freetown   | 5 december 1993  | Vriendschappelijk                                 | Gambia − Mali | 2 − 0   |
| 14 | Nouakchott | 19 november 1995 | Vriendschappelijk                                 | Mali − Gambia | 1 − 0   |
| 15 | Banjul     | 5 december 1997  | Vriendschappelijk                                 | Gambia − Mali | 1 − 2   |
| 16 | Bamako     | 9 november 2001  | Vriendschappelijk                                 | Mali − Gambia | 0 − 1   |
| 17 | Bakau      | 15 juli 2017     | African Championship of Nations 2018 kwalificatie | Gambia − Mali | 0 − 0   |
| 18 | Bamako     | 22 juli 2017     | African Championship of Nations 2018 kwalificatie | Mali − Gambia | 4 − 0   |
| 19 | Limbe      | 16 januari 2022  | Afrika Cup 2021                                   | Gambia − Mali | 1 − 1   |
| 20 | Bamako     | 24 maart 2023    | Afrika Cup 2023 kwalificatie                      | Mali − Gambia | 2 − 0   |
| 21 | Casablanca | 28 maart 2023    | Afrika Cup 2023 kwalificatie                      | Gambia − Mali | 1 − 0   |

## Samenvatting
| Competitie                                   | Totaal gespeeld | Winst Gambia | Gelijk | Winst Mali | Doelsaldo Gambia – Mali |
| -------------------------------------------- | --------------- | ------------ | ------ | ---------- | ----------------------- |
| Afrika Cup                                   | 1               | 0            | 1      | 0          | 1 − 1                   |
| Afrika Cup-kwalificatie                      | 4               | 2            | 0      | 2          | 3 − 5                   |
| African Championship of Nations-kwalificatie | 2               | 0            | 1      | 1          | 0 − 4                   |
| Vriendschappelijk                            | 14              | 5            | 4      | 5          | 14 − 15                 |
| Totaal                                       | 19              | 6            | 6      | 7          | 18 − 25                 |

GFA · A-internationals · Olympische elftal · Gambiaans vrouwenelftal
Algerije ·
Angola ·
Benin ·
Burkina Faso ·
Burundi ·
Centraal-Afrikaanse Republiek ·
China ·
Comoren ·
Congo-Brazzaville ·
Congo-Kinshasa ·
Denemarken ·
Djibouti ·
Equatoriaal-Guinea ·
Gabon ·
Ghana ·
Guinee ·
Guinee-Bissau ·
Ivoorkust ·
Kaapverdië ·
Kameroen ·
Kenia ·
Kosovo ·
Lesotho ·
Liberia ·
Libië ·
Luxemburg ·
Madagaskar ·
Mali ·
Marokko ·
Mauritanië ·
Mexico ·
Namibië ·
Nieuw-Zeeland ·
Niger ·
Nigeria ·
Oeganda ·
Saoedi-Arabië ·
Senegal ·
Seychellen ·
Sierra Leone ·
Tanzania ·
Togo ·
Tsjaad ·
Tunesië ·
Verenigde Arabische Emiraten ·
Zambia ·
Zuid-Afrika ·
Zuid-Soedan
FMF · A-internationals · Bondscoaches · Malinees vrouwenelftal · Olympisch elftal
1960 – 1969 · 
1970 – 1979 · 
1980 – 1989 · 
1990 – 1999 · 
2000 – 2009 · 
2010 – 2019 · 
2020 – 2029
OS 2004
1962 · 
1963 · 
1964 · 
1965 · 
1966 · 
1967 · 
1968 · 
1969 · 
1970 · 
1971 · 
1972 · 
1973 · 
1974 · 
1975 · 
1976 · 
1977 · 
1978 · 
1979 · 
1980 · 
1981 · 
1982 · 
1983 · 
1984 · 
1985 · 
1986 · 
1987 · 
1988 · 
1989 · 
1990 · 
1991 · 
1992 · 
1993 · 
1994 · 
1995 · 
1996 · 
1997 · 
1998 · 
1999 · 
2000 · 
2001 · 
2002 · 
2003 · 
2004 · 
2005 · 
2006 · 
2007 · 
2008 · 
2009 · 
2010 · 
2011 · 
2012 · 
2013 · 
2014 ·
2015 ·
2016 ·
2017 ·
2018 ·
2019 ·
2020 ·
2021 ·
2022 ·
2023 ·
2024
Algerije · 
Angola · 
Benin · 
Botswana · 
Burkina Faso ·
Burundi · 
Centraal-Afrikaanse Republiek ·
China · 
Comoren ·
Congo-Brazzaville · 
Congo-Kinshasa · 
DDR · 
Egypte · 
Equatoriaal-Guinea · 
Eritrea · 
Ethiopië ·
Gabon · 
Gambia · 
Ghana · 
Guinee · 
Guinee-Bissau · 
Iran · 
Ivoorkust · 
Japan ·
Kaapverdië · 
Kameroen · 
Kenia · 
Koeweit · 
Kroatië ·
Liberia · 
Libië · 
Litouwen · 
Madagaskar · 
Malawi · 
Marokko ·
Mauritanië ·
Mozambique ·
Namibië ·
Niger ·
Nigeria ·
Noord-Korea ·
Oeganda ·
Oman ·
Qatar ·
Rwanda ·
Saoedi-Arabië ·
Senegal ·
Seychellen ·
Sierra Leone ·
Soedan ·
Swaziland ·
Togo ·
Tsjaad ·
Tunesië ·
Zambia ·
Zimbabwe ·
Zuid-Afrika ·
Zuid-Korea ·
Zuid-Soedan